# Zawadka (rejon skolski)
Zawadka (ukr. Завадка) – wieś w rejonie stryjskim (do 2020 roku w rejonie skolskim) obwodu lwowskiego Ukrainy.
W II Rzeczypospolitej miejscowość była siedzibą gminy wiejskiej Zawadka (powiat turczański).
Wieś liczy około 650 mieszkańców. Podlega zawadzkiej silskiej radzie.